# Monasteraden

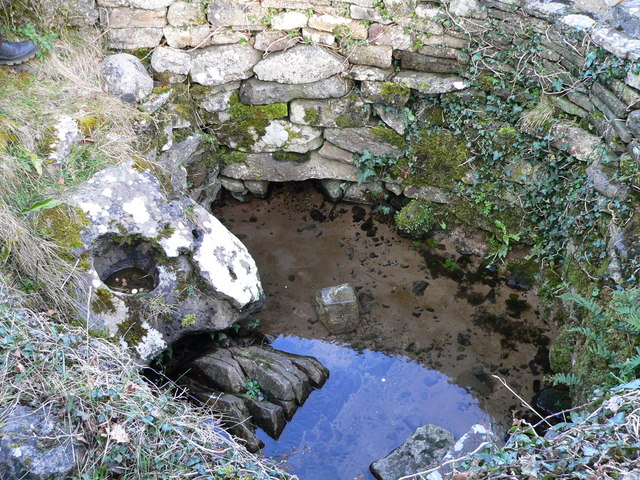
Die heiße St.-Attracta-Quelle südwestlich des Dorfes

Monasteraden (irisch Mainistir Réadáin) ist ein Dorf und ein Townland im Administrative District Ballymote–Tobercurry, dem südlichen Drittel des County Sligo in der Republik Irland.
Bei der Volkszählung von 2016 wurden 188 Dorfeinwohner gezählt und 456 Einwohner in der gesamten Electoral Division Coolawin.

## Lage
Die Siedlungsfläche des Dorfes liegt zum größeren Teil im gleichnamigen Townland, das sich von dort als schmaler Streifen nordwestwärts erstreckt, zum kleineren Teil im südlich angrenzenden Townland Tawnymucklagh (irisch Tamhnaigh na Muclach), das im Süden und Osten bis an zwei Seen, beide namens Lough Gara, im Verlauf des Flusses Boyle reicht, eines Nebenflusses des Shannon.Tawnymucklagh. Beide gehören zur Coolavin Electoral Division des County Sligo, ebenso zur ausgedehnteren Baronie Coolavin.

## Name
Der irische Name von Monasteraden ist Mainistir Réadáin („Réadáns Kloster“), die anglisierte Form im engeren Sinne Monasterredan.

## Infrastruktur und Sehenswürdigkeiten
Es gibt im Dorf eine um 1885 errichtete St.-Aidan-Kirche, eine Grundschule und ein Trainingszentrum.
Das Wedge Tomb von Tawnymucklagh befindet sich 600 m südlich des Dorfes.